# Nomada cherkesiana
Nomada cherkesiana là một loài Hymenoptera trong họ Apidae. Loài này được Mavromoustakis mô tả khoa học năm 1955.